# 葛乌菟
葛乌菟（?—?），鲜卑宇文部的始祖。据说他先祖出自炎帝神农氏，炎帝为黄帝所灭，子孙迁居北方朔野。葛乌菟雄武多有谋略，鲜卑敬慕他，奉他为主，总领十二部落，世代为大人。其后代为宇文普回。